# Campeonato de Francia de Rugby 15 1966-67
El Campeonato de Francia de Rugby 15 1966-67 fue la 68.ª edición del Campeonato francés de rugby.
El campeón del torneo fue el equipo de US Montauban quienes obtuvieron su primer campeonato.

## Desarrollo

### Segunda Fase
| - Agen - Bègles - Lourdes - Tyrosse - Valence - Montferrand - La Rochelle - Lyon OU - Angoulême - Dax - Perpignan - Toulon - Vichy - Lannemezan - Limoges - Mazamet | - Béziers - Cognac - Graulhet - AS Saint-Junien - SBUC - Albi - Aurillac - Stade Beaumontois - Auch - La Voulte - Pau - Racing - Bourgoin-Jallieu - Chalon - Saint-Claude - Vienne |

| - Brive - Périgueux - Quillan - Toulouse - Tulle - Paris Université Club - Carmaux - Foix - Dijon - Grenoble - Narbonne - Toulouse Olympique EC - Montauban - Montluçon - Chambéry - Castres |